# Milenko Ačimović
Milenko »Mile« Aćimović, slovenski nogometaš, * 15. februar 1977, Ljubljana.

## Klubska kariera
Aćimović je svojo nogometno pot pričel v mladinskih selekcijah ljubljanske Olimpije. Kot izredno nadarjen nogometaš je že pri sedemnajstih letih odigral 3 prvenstvene tekme za Železničar. Na prvoligaška igrišča je ponovno stopil v sezoni 1996/1997, ko je igral za svoj matični klub. V tej in prihodnji sezoni, je na 34 tekmah zadel sedemkrat, kar je bilo dovolj, da ga je sredi leta kupila beograjska Crvena zvezda. 
Naslednja tri leta in pol je Aćimović odigral v Beogradu in se v tem času, tudi zaradi sočasnih uspehov državne reprezentance, razvil v kakovostnega napadalca. Po uspešnih nastopih na Evropskem prvenstvu 2000 in predvsem na Svetovnem prvenstvu 2002, so se zanj začeli zanimati večji evropski klubi. Poleti 2002 je Aćimović zapustil Beograd in prestopil k londonskemu prvoligašu Tottenhamu. V prvi sezoni je odigral nekaj tekem, vendar nikoli ni začel v prvi postavi. Večino druge sezone je presedel na klopi za rezervne igralce. 
Pred naslednjo sezono je Aćimoviću pogodbo ponudil francoski Lille. Aćimović je ponudbo sprejel in jeseni 2004 zaigral v francoski prvi ligi. Njegov začetni učinek je bil zelo dober, zato si je kmalu priboril mesto v prvi enajsterici. Igral je tudi v pokalu UEFA, kjer je skupaj z Lillom prišel do osmine finala. Ob koncu sezone 2004/2005 je njegov klub zasedel drugo mesto v domačem prvenstvu in se preko kvalifikacij uvrstil v Ligo prvakov. Njegova minutaža je bila v šestih tekmah predtekmovanja precej nestalna. Njegov trenutek je prišel na domači tekmi z Manchester Unitedom, ko je tekmo začel in zadel zmagoviti gol za zmago Lilla z 1-0.  

## Reprezentančna kariera
Za reprezentanco je Aćimović prvič zaigral 22. aprila 1998 v Murski Soboti na prijateljski tekmi proti Češki. Že na naslednji tekmi je dosegel tudi svoj prvi zadetek v majici z državnim grbom. Pod vodstvom Srečka Katanca se ga je držal sloves jokerja, saj je na vsaki tekmi nastopil v drugem polčasu kot zamenjava za enega izmed starejših napadalcev. Nekoliko več je začel igrati v kvalifikacijah za svetovno prvenstvo v Koreji in na Japonskem. Tudi na prvenstvu je v treh tekmah odigral skupaj 149 minut, torej približno en polčas na vsaki tekmi. Po Katančevem odhodu sta tako Prašnikar kot Oblak začela resno računati nanj. Posebej Oblak je Aćimovića postavil za vodjo na igrišču, čeprav je kapetanski trak pripadel najbolj izkušenemu reprezentantu Aleksandru Knavsu. Do leta 2007 je za reprezentanco odigral 74 tekem in zadel 13 golov.

## Zasebno
Z ženo, sicer nekdanjo manekenko Leo Turk - Aćimović imata dva otroka. Hči Klara se je rodila konec maja 2002, sin Mateo pa na začetku oktobra 2007. Vsi skupaj živijo v Ljubljani. Od januarja 2011 do septembra 2012 je bil športni direktor Olimpije,ter od poletja do  zadnjih dni leta 2014 je znova prevzel funkcijo športnega direktorja. Uradno je 3.novembra 2020 prevzel mlado reprezentanco Slovenije do 21 let, in nasledil Primoža Gliho. Tako je postal osmi selektor U21 v samostojni Sloveniji.